# Ondřej z Tvorkova
Ondřej z Tvorkova pocházel z významného rodu Benešoviců.  Ti se ve 13. století rozdělili na pány z Bechyně, z Benešova, z Kravař, z Dubé, a z Dědic.   

## Životopis
Ondřejovým otcem byl Vok z Benešova (1219–1222). Ondřej měl pravděpodobně 7 bratrů. Prvním byl známý šlechtic Milota z Dědic, neméně známý byl Tobiáš z Bechyně (z Benešova), pozdější pražský biskup. Dále to byli Robert, který předčasně zemřel a Beneš ze Cvilína, s kterým Ondřej sdílel část životní dráhy. Dalšími bratry pravděpodobně byli Vok z Kravař a Benešova (zakladatel rodu pánů z Kravař), Zbyslav (zakladatel větve ze Štráleka) a Jan (zakladatel větve z Bučovic).
Ondřej z Tvorkova se účastnil bojů na straně českého krále Přemysla Otakara II. V roce 1253 bránil se svým bratrem Benešem Opavsko proti uherskému králi Bélovi, který vytvořil koalici s haličskými a polskými knížaty. Pravděpodobně za služby králi obdržel později Tvorkov, ležící ve Slezsku (dnešním Polsku). 
Ondřej měl pravděpodobně dva syny. Jistý je jeho syn Ondřej, který zastával v roce 1288 úřad soudce Opavského vévodství. Dalším synem byl patrně Milota, který zemřel roku 1305. 
Poslední písemná zmínka o Ondřejovi z Tvorkova pochází z roku 1264.